# 佩特斯維爾 (阿拉巴馬州)
佩特斯維爾（英語：Pettusville）是一個位於美國阿拉巴馬州萊姆斯通縣的非建制地區。該地的面積和人口皆未知。

## 地理
佩特斯維爾的座標為34°58′18″N 86°56′46″W / 34.97167°N 86.94611°W，而該地的平均海拔高度為270米（即886英尺）。